# 1650 în literatură
- 1649 în literatură — 1650 în literatură — 1651 în literatură

Anul 1650 în literatură a implicat o serie de evenimente semnificative. 

## Cărți noi
- Richard Flecknoe - The Idea of His Highness Oliver ...
- George Walker - Anglo-Tyrannus

## Decese
Format:1650